# Im Abgrund
Im Abgrund ist ein deutscher Fernsehfilm von Stefan Bühling aus dem Jahr 2020 (nicht zu verwechseln mit dem gleichnamigen Fernsehfilm von Daniel Harrich aus dem Jahre 2024). Er thematisiert die Frage, ob jedes Mittel erlaubt ist, um einen Gewalttäter zu einer Aussage zu bewegen und damit das Leben eines Kindes zu retten. Peter Kurth spielt den Ermittlungsbeamten David Wallat, Tobias Moretti den Kindermörder Joseph Maria Hagenow und Simon Schwarz und Tinka Fürst weitere Ermittlungsbeamte.

## Handlung
Nach fünfzehn Jahren Haft wird der Kindermörder Joseph Maria Hagenow wieder in die Freiheit entlassen. Die Polizei geht davon aus, dass von ihm auch weiterhin eine große Gefahr ausgeht, und will ihn vorsichtshalber rund um die Uhr überwachen. David Wallat, der Ermittler, der Hagenow seinerzeit hinter Gitter gebracht hat, leitet das Team, das Hagenow nicht aus den Augen lassen soll. Neben Wallat gehören auch noch Eric Thuner und Lisa Kampe zu dieser kleinen Soko.
Nur wenige Tage nach Hagenows Entlassung verschwindet der achtjährige Max Garschke, nachdem es Hagenow gelungen ist, sich der ständigen Observierung eines Nachts zu entziehen. Für Wallat steht außer Frage, dass Hagenow wieder zum Täter geworden ist, auch Lisa Kampe ist davon überzeugt. Lediglich Eric Thuner sieht die Beweislage neutral und gibt zu bedenken, dass der Junge auch weggelaufen sein könnte oder es andere Ursachen geben könnte, warum er verschwunden ist. Während Hagenow bei der Befragung vehement bestreitet, für das Verschwinden von Max verantwortlich zu sein, wird der Wald akribisch nach dem Kind abgesucht. Wie vor fünfzehn Jahren steht zu befürchten, dass Hagenow den Jungen irgendwo unterirdisch in einer Kiste gefangen hält. Wenn Max nicht rechtzeitig gefunden wird, hätte das zur Folge, dass er verdursten oder gar ersticken würde.
Um Hagenow zu einem Geständnis zu bewegen, bringen ihn Kampe und Wallat in eine abgelegene Waldhütte und foltern ihn. Thuner, der immer wieder auf das Gesetz gepocht hat, das für alle gelte, haben sie vorsorglich nicht informiert. Er hat sich vorgenommen, auch andere Verdächtige zu überprüfen. Für ihn benimmt sich der Kfz-Mechaniker Stefan Prawitt verdächtig, der immer wieder in der Nähe von Max’ Mutter gesehen wird. Thuner sieht sich heimlich in Prawitts Haus um und findet dort eine zerrissene Zeichnung im Abfall, die ihm äußerst verdächtig vorkommt. Am Ende stellt sich aber heraus, dass Prawitt nach dieser Zeichnung keine Kiste, sondern ein Holzauto für Max gebaut hat.
Nachdem Hagenow trotz der Folterungen nicht gesteht, setzt Wallat ihm eine Waffe an die Schläfe und droht, ihn zu erschießen. Zum Glück kommt Thuner dazu und kann die Situation deeskalieren. Er beschwört Wallat, dass sie Menschen seien, die sich an die Gesetze zu halten hätten. Wenn sie das nicht täten, seien sie auch nicht besser als Hagenow.
Durch Wallats eigenmächtige Aktion kann Hagenow über seinen Anwalt erreichen, dass die Observierung sofort abgebrochen und die Soko aufgelöst wird. Kampe und Wallat werden sich für ihr Tun juristisch verantworten müssen und werden vorerst suspendiert.
Wallat lässt aber nicht locker. Er will Max finden und observiert Hagenow allein weiter, der sich ohne polizeiliche Bewacher nun sicher fühlt. Doch als Wallats Frau plötzlich bei Hagenow auftaucht, weil sie ihren Mann sucht, ist er alarmiert. Zunächst tötet Hagenow den Pfarrer, bei dem er untergebracht ist, und nimmt sodann Eva Wallat als Geisel, um so ihren Mann zu sich zu locken. Das gelingt, und nachdem Hagenow beide in seiner Gewalt hat, drängt er sie in den Wald zu gehen. Dort lässt er David Wallat graben und gibt ihm damit das Versteck des Jungen preis, nach dem der Polizist die letzten fünfzehn Jahre gesucht hat. So kann er diesen alten Fall endlich abschließen. Auch Max kann er hier freigraben, der erschöpft, aber lebend in einer Kiste liegt. Thuner, der Wallats Spuren gefolgt ist, überwältigt Hagenow und erschießt ihn letztlich in Notwehr.

## Dreharbeiten
Der Film wurde vom 12. November bis zum 10. Dezember 2019 in Hamburg, Lauenburg/Elbe und in Undeloh, Lüneburger Heide gedreht.

## Rezeption

### Einschaltquote
Die Erstausstrahlung von Im Abgrund am 26. September 2020 wurde in Deutschland von 5,54 Millionen Zuschauern gesehen und erreichte einen Marktanteil von 19,1 % für Das Erste.

### Kritiken
Tilmann P. Gangloff von Tittelbach.tv gab dem Film 4½ von 6 möglichen Sternen und lobte: „In dem vor allem von Peter Kurth und Tobias Moretti ungemein gut gespielten und zunehmend intensiven Krimi-Drama […] geht es letztlich um die Frage, ob der Zweck jedes Mittel heiligt.“ „Regisseur Stefan Bühling kann es sich [bei seiner Umsetzung des Themas] leisten, auf typische Thriller-Elemente zu verzichten, weil schon allein das darstellerische Duell für große Spannung sorgt. Der besondere Reiz der Geschichte liegt im Rollentausch: Moretti verkörpert den mutmaßlichen Mörder durchaus sympathisch; es sind die Guten, die sich böse verhalten.“
Bei der Süddeutschen Zeitung wertete Harald Hordych: „Mit einem einzigen kleinen Schwenk macht dieser Thriller klar, dass der deutsche Wald nicht nur ein Platz zum Bäume-Umarmen ist.“ „‚Im Abgrund‘ ist ein in jeder Einstellung, gerade auch in den ruhigen Momenten spannungsgeladener Film, der überdies eine ganz Menge riskiert, was das Jonglieren zwischen illegaler Polizeigewalt und den Fragen nach Recht und Gerechtigkeit, die dadurch aufgeworfen werden, angeht. Er ist ein Genrefilm, der richtig schiefgehen könnte, denn der Anspruch ist hoch. Das Ergebnis ist ein Stück beispielhaft finstere Abendunterhaltung, ohne jede Chipsgemütlichkeit.“
Julian Miller von quotenmeter.de war der Meinung, der Film entfalte „in letzter Konsequenz die Wirkung, als würde ein aufrichtiger, rechtskundiger Experte nachts mit einem besoffenen, populistischen Schlägertypen diskutieren, der die halbwegs diffizilen Einlassungen seines Gegenübers mit einem bärig geschleuderten ‚Arschloch‘ zu entkräften versucht und trotzdem merkwürdigerweise mehr Sympathien einräumt.“